# Úderové a blokovací plochy v taekwondu
Plochy jsou v taekwondu části lidského těla vhodné pro kontakt s protivníkem z hlediska snížení pravděpodobnosti zranění obránce. Kontaktní plochy jsou buď blokovací, které jsou součástí blokovacích technik, nebo úderové, které jsou součástí útočných technik. Jen některé z nich se dají použít jak pro úder, tak i pro blok. Zocelování těchto ploch je součástí tréninku. Úderové plochy jsou malé, aby se energie obránce koncentrovala do malé plochy a mohla tak účinně zasáhnout protivníka.

## Blokovací plochy
| korejský název | název v hangul | význam v češtině        |
| -------------- | -------------- | ----------------------- |
| sonbadak       | 손바닥         | dlaň                    |
| sonkchal       | 손칼           | malíková hrana dlaně    |
| sonkchal tung  | 손칼등         | ukazováková hrana dlaně |
| sondung        | 손등           | hřbet dlaně             |

| korejský název | název v hangul | význam v češtině          |
| -------------- | -------------- | ------------------------- |
| pakat pchalmok | 바깥팔목       | malíková strana předloktí |
| an pchalmok    | 안팔목         | palcová strana předloktí  |
| mit pchalmok   | 밑팔목         | horní strana předloktí    |
| tung pchalmok  | 등팔목         | dolní strana předloktí    |

| korejský název | název v hangul | význam v češtině         |
| -------------- | -------------- | ------------------------ |
| jop paldung    | 옆발등         | malíková strana nártu    |
| jop palbadak   | 옆발바닥       | malíková strana chodidla |

## Úderové plochy
| korejský název    | název v hangul | význam v češtině              |
| ----------------- | -------------- | ----------------------------- |
| ap čumok          | 앞주먹         | přední část pěsti             |
| tung čumok        | 등주먹         | hřbetní část pěsti            |
| jop čumok         | 옆주먹         | boční část pěsti              |
| mit čumok         | 밑주먹         | spodní část pěsti             |
| kin čumok         | 긴주먹         | dlouhá pěst                   |
| pchjon čumok      | 편주먹         | otevřená dlaň                 |
| sonbadak          | 손바닥         | dlaň                          |
| čungdži čumok     | 중지주먹       | kloub prostředníku            |
| indži čumok       | 인지주먹       | kloub ukazováku               |
| omdži čumok       | 엄지주먹       | kloub palce                   |
| sonkchal          | 손칼           | malíková hrana dlaně          |
| sonkchal tung     | 손칼등         | ukazováková hrana dlaně       |
| sonkut            | 손끝           | špičky prstů                  |
| opun skonkut      | 엎은손끝       | ploché špičky prstů           |
| son sonkut        | 선손끝         | přímé špičky prstů            |
| tvidžibut sonkut  | 뒤집은손끝     | obrácené špičky prstů         |
| omdži songarak    | 엄지손가락     | palec                         |
| homi sonkut       | 호미손끝       | ohnuté špičky prstů           |
| han songarak      | 한손가락       | ukazovák                      |
| tu songarak       | 두손가락       | dva prsty                     |
| pandalson         | 반달손         | půlměsícová dlaň              |
| sondung           | 손등           | hřbet dlaně                   |
| čipkeson          | 집게손         | prstové kleště                |
| sonkchal patchang | 손칼바탕       | základna malíkové hrany dlaně |
| čiap              | 지압           | stisk prsty                   |
| komson            | 곰손           | medvědí dlaň                  |
| sonmok tung       | 손목등         | hřbet zápěstí                 |
| songarak padak    | 손가락바닥     | plocha prstů                  |
| omdži patchang    | 엄지바탕       | základna palce dlaně          |

| korejský název | název v hangul | význam v češtině         |
| -------------- | -------------- | ------------------------ |
| pakat pchalmok | 바깥팔목       | vnější strana předloktí  |
| an pchalmok    | 안팔목         | vnitřní strana předloktí |
| tung pchalmok  | 등팔목         | horní strana předloktí   |
| mit pchalmok   | 밑팔목         | dolní strana předloktí   |
| pchalgup       | 팔굽           | loket                    |

| korejský název | název v hangul | význam v češtině |
| -------------- | -------------- | ---------------- |
| oke            | 어깨           | rameno           |

| korejský název | název v hangul | význam v češtině        |
| -------------- | -------------- | ----------------------- |
| apkumčchi      | 앞꿈치         | bříška prstů chodidla   |
| palkchal       | 발칼           | malíková hrana chodidla |
| tvitkumčchi    | 뒷꿈치         | nášlapná část paty      |
| tvitčchuk      | 뒷축           | zadní strana paty       |
| paldung        | 발등           | nárt                    |
| palkchal tung  | 발칼등         | palcová hrana chodidla  |
| palkut         | 발끝           | hrana prstů nohy        |

| korejský název          | název v hangul | význam v češtině      |
| ----------------------- | -------------- | --------------------- |
| murup                   | 무릎           | koleno                |
| pakat pchalmok kvandžol | 바깥발목관절   | vnější kotník         |
| an pchalmok kvandžol    | 안발목관절     | vnitřní kotník        |
| kjonggol                | 경골           | holení kost           |
| an kjonggol             | 안경골         | vnitřní strana holene |
| čonggengi               | 정갱이         | holeň                 |
| tvit kjonggol           | 뒷경골         | zadní strana holene   |
| balgarak nal            | 발가락날       | hrana malíčku         |
| pakat kjonggol          | 바깥경골       | vnější strana holene  |

| korejský název | název v hangul | význam v češtině |
| -------------- | -------------- | ---------------- |
| mori           | 머리           | čelo             |
| hudu           | 후두           | temeno           |